# Bull Montana

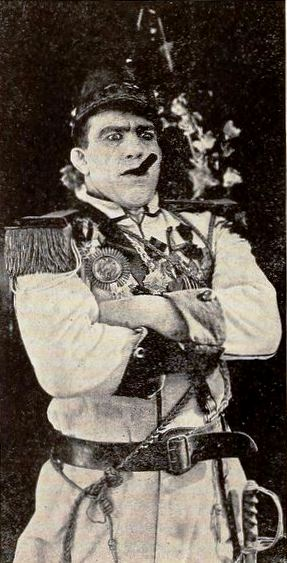
The Punctured Prince (1922) - Bull Montana

Lewis Montagna (Voghera, Itália, 16 de maio de 1887 – Los Angeles, EUA, 24 de janeiro de 1950), nascido Luigi Montagna e mais conhecido como Bull Montana, foi um ator ítalo-americano na era do cinema mudo.

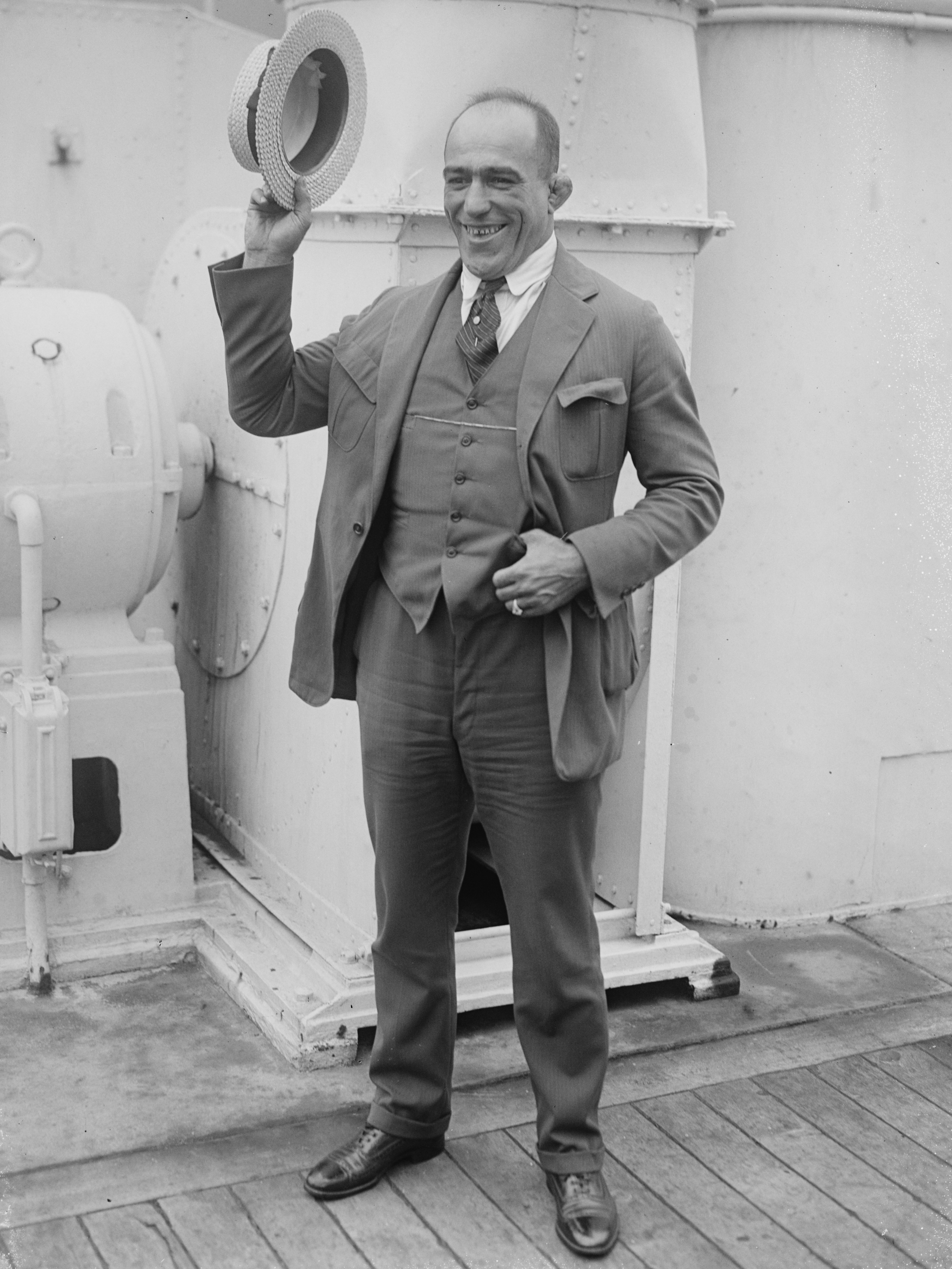
1922

Sepultado no Calvary Cemetery (Los Angeles).

## Filmografia selecionada
- Wild and Woolly (1917) (não creditado)
- Down to Earth (1917)
- The Border Legion (1918)
- His Majesty, the American (1919)
- The Unpardonable Sin (1919)
- Victory (1919)
- When the Clouds Roll By (1919)
- Daredevil Jack (1920)
- Treasure Island (1920)
- The Girl in Number 29 (1920)
- The Mollycoddle (1920)
- Hard Luck (1921)
- One Wild Week (1921)
- Crazy to Marry (1921)
- The Timber Queen (1922)
- Held to Answer (1923)
- Hollywood (1923)
- The Lost World (1925)
- Stop, Look and Listen (1926)
- The Skyrocket (1926)
- On the Front Page (1926)
- The Show of Shows (1929)
- Glorifying the American Girl (1929)
- Palooka from Paducah (1935)